# جيريمي دوسن
جيريمي دوسن (بالإنجليزية: Jeremy Dawson)‏ هو موسيقي أمريكي، ولد في 19 مايو 1978 في شوني في الولايات المتحدة.

## وصلات خارجية
- جيريمي دوسن على موقع ميوزك برينز (الإنجليزية)
- جيريمي دوسن على موقع ديسكوغز (الإنجليزية)